# Willie John McBride
William James "Willie John" McBride (Toome, 6 de junho de 1940) é um ex-jogador norte-irlandês de rugby union que jogava na posição de segunda linha.
É considerado um dos grandes nomes do rugby britânico. Pela Seleção Irlandesa, esteve presente na primeira vitória dela sobre a África do Sul, em 1965, e, em 1967, em vitória sobre a Austrália em Sydney, no primeiro triunfo de uma Home Nation no hemisfério sul contra uma potência dele. Despediu-se em 1975, após treze anos defendendo a Irlanda. Seu único try vestindo a seleção do trevo veio justamente em sua última partida em solo irlandês, contra a França. Posteriormente, chegou a trabalhar como técnico dela.
Sua imagem, porém, está mais ligada aos British and Irish Lions, a seleção que reúne jogadores de Grã-Bretanha e Irlanda para turnês de amistosos pelo mundo. McBride tem o recorde de estar em cinco dessas turnês: 1962, 1966, 1968, 1971 e 1974. A primeira ocorreu no mesmo ano em que estreou pela Irlanda, e a última foi no ano em que ela venceu o Cinco Nações de forma isolada pela primeira vez desde 1951.
A turnê de 1974, a última, é precisamente a mais recordada, sendo considerada a maior campanha da história dos Lions, cujo plantel da ocasião ficou conhecido como The Invencibles após terminar invicto a série de 22 partidas pela África do Sul. Três delas foram contra a seleção local, quando os leoninos adotaram a controversa tática do Call of 99, que consistia, em meio à atmosfera pesada das partidas, em retaliar em conjunto as agressões adversárias, na expectativa de que o árbitro fosse incapaz de expulsar o time inteiro. Ele esteve ainda na turnê de 1981, pela Nova Zelândia, mas como técnico, sem o mesmo sucesso.
McBride entrou para o Hall da Fama da International Rugby Board em 2008, no terceiro ano do mesmo. Foi um dos primeiros jogadores eleitos, uma vez que, em 2006, os laureados foram apenas dois, ligados às origens do esporte: William Webb Ellis, considerado seu criador, e a Rugby School, escola onde o jogo se formou. Antes, em 2004, foi nomeado a personalidade do século XX pela Rugby Magazine.